# Siphocampylus tunicatus
Siphocampylus tunicatus là loài thực vật có hoa trong họ Hoa chuông. Loài này được Zahlbr. miêu tả khoa học đầu tiên năm 1898.